# Notomantis brunneriana
Notomantis brunneriana är en bönsyrseart som beskrevs av Henri Saussure 1871. Notomantis brunneriana ingår i släktet Notomantis och familjen Mantidae. Inga underarter finns listade i Catalogue of Life.